# コーチ (テレビドラマ)
『コーチ』 (COACH) は、1996年7月4日から9月19日までフジテレビ系の「木曜劇場」枠で放送されていた日本のテレビドラマ。主演は浅野温子と玉置浩二。全12話。

## 概要
千葉県銚子市または旭市付近の九十九里浜の缶詰工場が舞台。東京の大企業・伍代物産から派遣された久保田渚（浅野温子）が工場の従業員と共に工場の建て直しに奮闘する、群像劇を主体とした連続ドラマである。
玉置浩二が歌う主題歌『田園』は大ヒットを記録し、玉置のソロ作品としては最大のヒット曲（90万枚近く売上）となっている。また劇中に登場した「サバカレー」は、実際に商品化もされている（後節参照）。
最終話の視聴率は、21.5%（ビデオリサーチ、関東地区）を記録。北海道地区では再放送時、平均視聴率8%をマークした。さらに、1997年10月9日にはスペシャルドラマ『コーチ スペシャル』が放送された。
本放送終了後も関西テレビや岡山放送などの系列局で再放送が行われ、2000年代以降は、フジテレビのCS放送でも放送されている。2022年現在、映像ソフト化及びオンデマンド配信はなされていない。

## キャスト
- 久保田渚 - 浅野温子 赴任された工場長。父のせいで「野球と鯖缶が嫌い」であり、「（大嫌いなアフター野球と鯖缶づくりのある）とんだ島流しだ。」と思っていたが、三国達と交流するにあたって、アフター野球の監督を引き受ける。
- 三国清太郎 - 玉置浩二 野球と鯖缶が嫌いという渚に興味を持った。だが、渚に「鯖缶新メニューの開発は自分の実費で」と云われて困惑する。
- 望月しじみ - 鈴木杏樹 三国のことが好きで、大森と剣だけがそのことを知っている。
- 大森玄洋 -西村雅彦 工場の中では、剣の親友と呼べる存在。剣の借金返済目的で一緒に横流しをしたのが、渚にばれて剣と共に一度は免職処分にされてしまう（しばらくして復帰）。
- 剣光彦 - 村田雄浩 借金があるらしく、工場まで借金取りに追われる羽目になっていた。見かねた大森が「一緒に横流しをしよう」と誘い横流しをしたのが渚にばれて一度は首になる。だが、渚は彼を見限らず…「君は黙っていなさい。余計な事を言ったら、君に不利となるから。」と忠告。
- 塩谷泰夫 - 近藤芳正
- 早川直人 - 井ノ原快彦[2]
- 小松沢伸郎 - 細川茂樹
- 石井武志 - 堀真樹
- 丸山三郎 - 江良潤
- ケント・ランドール - レックス・アンヘレズ
- 沢口瞳 - 巴千草
- 倉田専務 - 塚本信夫
- 長峰裕一 - 小野武彦
- 竹中五月 - 高島礼子
- 岩佐英昭 - 石田純一

## スタッフ
- 企画 - 石原隆
- 脚本 - 君塚良一
  - 君塚良一（脚本）、丹後達臣（ノベライズ）『コーチ』フジテレビ出版、1996年10月。ISBN 978-4594020897。
- 演出 - 小椋久雄、河野圭太
- プロデューサー - 関口静夫
- 音楽 - 本間勇輔
- 主題歌：玉置浩二「田園」
- プロデューサー助手 - 柳川由起子
- 演出補 - 平野眞、森永恭朗、村上正典、村谷嘉則
- 協力 - バスク、フジアール、ベイシス、砧スタジオ
- 制作 - フジテレビ、共同テレビ

## 放送日程
- 最終回は22時 - 23時24分の30分拡大[1]。

| 各話                                                       | 放送日       | サブタイトル     | 演出     | 視聴率 |
| ---------------------------------------------------------- | ------------ | ---------------- | -------- | ------ |
| 第1話                                                      | 1996年7月4日 | サイは投げられた | 小椋久雄 | 15.0%  |
| 第2話                                                      | 7月11日      | 九十九里浜の屈辱 | 小椋久雄 | 9.8%   |
| 第3話                                                      | 7月18日      | その女を殴る     | 河野圭太 | 11.9%  |
| 第4話                                                      | 7月25日      | 謝らない女       | 河野圭太 | 10.3%  |
| 第5話                                                      | 8月01日      | 本当は、熱い女   | 小椋久雄 | 10.2%  |
| 第6話                                                      | 8月08日      | 愛はここにある   | 河野圭太 | 12.7%  |
| 第7話                                                      | 8月15日      | その恋の終わり   | 小椋久雄 | 15.6%  |
| 第8話                                                      | 8月22日      | つらすぎる別れ   | 河野圭太 | 14.3%  |
| 第9話                                                      | 8月29日      | 奇跡             | 小椋久雄 | 14.6%  |
| 第10話                                                     | 9月05日      | そして、君がいる | 河野圭太 | 15.1%  |
| 第11話                                                     | 9月12日      | 長いお別れ       | 小椋久雄 | 15.4%  |
| 最終話                                                     | 9月19日      | 逆転、サヨナラ   | 河野圭太 | 21.5%  |
| 平均視聴率 14.2%（視聴率は関東地区・ビデオリサーチ社調べ） |              |                  |          |        |

### コーチスペシャル
| 放送日        | サブタイトル                                                                              | 演出     |
| ------------- | ----------------------------------------------------------------------------------------- | -------- |
| 1997年10月9日 | サバカレーとともに鬼女コーチとあの連中が帰って来た! でもなぜみんな金持ちになっているんだ? | 河野圭太 |

## 受賞
- 第10回ザテレビジョンドラマアカデミー賞
  - 助演男優賞（玉置浩二）※希望により辞退
  - 監督賞（小椋久雄、河野圭太）
  - キャスティング賞

## エピソード
本作品に登場する「九十九里町」は、実在する九十九里町とは別の架空の町である。東京から九十九里町へ向かう道程の描写では内房線の特急に乗り、途中で小湊鉄道、ボンネットバスに乗り換えるなどして田舎らしさを強調している。また、ロケでは実在の特急列車が使われたが、車内の回転式クロスシートを全て対面式のものに変更するなどの演出が行われている。
劇中で製造されていた缶詰「サバカレー」は放送終了直後の1996年10月から商品化され、一時は入手が困難になるほどの人気商品となった。1997年2月時点で24万個以上を販売（信田缶詰製造分）。なお、サバカレーはロケ地となった缶詰製造会社の川岸屋水産（銚子市。ドラマ本編では台詞に「川岸屋水産」が入っている）と最初に同製品を開発した信田（しだ）缶詰（銚子市）の2社によって製造されていた。
前者の川岸屋水産は「コーチのサバカレー」の商品名で製造発売していたが、2019年に事業を断念し、2022年1月12日付で千葉地方裁判所八日市場支部より破産手続きの廃止決定を受けており、現在は製造されていない。
後者の信田缶詰は「サバカレー」の商品名で製造販売。2009年8月28日に千葉地方裁判所八日市場支部に対し民事再生法適用を申請したが、その後も営業を継続。2023年現在も「サバカレー」の製造販売を行っている。
主要キャストが使用する車両はドラマのスポンサーである三菱自動車工業のほか、同社が当時提携していたメルセデス・ベンツの車両も使用された。